# Герус, Лонгин Фёдорович
Лонгин Фёдорович Герус варианты имени Логгин или Логвин (1876, Бутурлиновка Бобровского уезда Воронежской губернии — ?) — учитель, депутат Государственной думы II созыва от Кубанской области и Черноморской губернии

## Биография
По национальности украинец («малоросс»). Отец — Фёдор Иванович Герус (?—1921). Выпускник учительской семинарии в Воронеже. Служил народным учителем, одновременно сотрудничал с рядом провинциальных газет. С 1904 года член РСДРП. Во время революции 1905 года председатель стачечного комитета. В декабре 1905 года арестован по обвинению в подготовке вооружённого выступления. По воспоминаниям дочери был освобождён в связи с избранием в Думу.
6 февраля 1907 избран во Государственную думу II созыва от съезда уполномоченных от неказачьего населения Кубанской области. Вошёл в состав социал-демократической фракции, принадлежал к её меньшевистскому крылу. Состоял в бюджетной и аграрной думских комиссиях. Участвовал в думских прениях по законопроектам: «Об отмене военно-полевых судов», «Об амнистии», «Об отмене смертной казни».
5 мая 1907 года Герус, находясь в квартире депутата Озола, принял от представителей военного комитета Петербургской организации социал-демократов «Наказ частей войск Санкт-Петербургского гарнизона членам Государственной Думы», обсуждал с ними положение в войсках, возможную реакцию на роспуск Думы. Меньше, чем через час, нарушая депутатскую неприкосновенность, полиция провела в квартире Озола обыск. Герус был включён в список 16 депутатов, ареста которых требовало правительство накануне разгона Думы. По версии правительства, он был одним из главнейших «заговорщиков». (См. Третьеиюньский переворот).
Избежать ареста Герусу, как, видимо, и некоторым другим членам социал-демократической фракции Думы, помог писатель Леонид Андреев. Он снабдил его деньгами и паспортом и помог устроиться в Финляндии. 30 (17) июня 1907 года русское правительство настаивало на выдаче Финляндией «Озоля, Салтыкова, Алексинского и Геруса, проживающих в одной из гостиниц в Териоках». Герус вместе с семьёй смог эмигрировать в США. Жил в Нью-Йорке, где вместе с другими русскими социал-демократами редактировал небольшой журнал. Затем переехал в Чикаго. Работал на заводе, участвовал в американском рабочем движении. В 1912 году в Чикаго у него родился сын. Затем он с семьей переехал в Солт-Лейк-Сити, занимался фермерством.
В 1917 году вернулся в Россию через Владивосток, там некоторое время работал в Совете. Затем переехал в Воронеж, где также работал в Совете, и был одним из лидеров местных меньшевиков. С осени 1917 года жил в Новочеркасске, где состоял членом продовольственного комитета. Баллотировался в Учредительное собрание от Донской области по списку меньшевиков, но избран не был.
В октябре 1922 года назначается представителем Госторга РСФСР в фирме «Аркос 43». Работал за границей полпредом и торгпредом СССР в Турции (в Антее 1922—1923), Англии, США, Канаде. С ноября 1926 по 1929 — Генеральный консул СССР в Монреале. В 1936 году по совету наркома по иностранным делам СССР Литвинова резко сменил характер деятельности и уехал работать учителем в школу в Ростове-на-Дону. Затем переехал в Москву, работал в издательстве. Перед войной овдовел. Во время войны в эвакуации в Ташкенте вместе с сосланной туда семьёй дочери.
После войны вернулся в Москву. По словам Ф. Бурлацкого, общавшегося с ним в 1950 году, Герус преподавал английский язык. Как пишет Бурлацкий: «Дома у него [Геруса] была целая библиотека запрещенных книг и стенограмм партийных съездов». По мнению Бурлацкого, чтение этой литературы оказало на него большое влияние, сделав его «убежденным антисталинистом».

## Семья
- Жена — Клавдия Алексеевна урождённая Апостолова (?—1941)[16].
  - Дочь — Галина (1906—1991) замужем за композитором и дирижёром А. Ф. Козловским, мемуаристка.
  - Сын — Валериан (1912, Чикаго — 1992), инженер в области электронной оптики, основатель и директор института «Платан» по радиолокационным и информационным приборам во Фрязино[4][17][18]
- Сетра — Елена Фёдоровна Патока, урождённая Герус, замужем за Яковом Патокой[5].
- Брат — Василий Фёдорович Герус[5].

## Труды
- Герус Л. «Тернии без роз» (Солдаты и Государственная дума. Из личных воспоминаний). — «Рабочее Дело» (Ростов-на-Дону) 1917, № 150.
- Герус Л. Ф. Социалистическая реконструкция городов. Москва: Советское законодательство: 1931

### Рекомендуемые источники
- Лавыгин Б. 1917 год в Воронежской губернии.
- Государственная дума. Стенографические отчеты. 2-й созыв. I—II. П., 1907.
- Лондонский съезд РСДРП (протоколы), 451.
- Зиновьев Г. Сочинения, I.
- Войтинский В. Годы побед и поражений, II, 199 сл. (ср. его статью в сб-ке «Летопись Революции» I, 1923, Берлин).
- Янчевский Н. Гражданская борьба на Северном Кавказе, I, 77, 85.
- Ахун М., Петров В. Большевики и армия.
- Самойленко Е. В царской казарме (Среди казаков Черноморья).
- Правительственное сообщение. // Право. 1907, № 49, 3177—3186 .
- Обвинительный акт по делу с.-д. фракции 2-й Гос. думы. // Былое (Берлин) XIV, 1912, 141, 146, 161, 162, 167.
- Дейч Л. Русские в Соединенных Штатах. // Живая Жизнь. 1913, № 1.
- Список кандидатов в Исполнительный комитет от блока воинских частей и Центрального бюро профессиональных союзов. // Известия Совета рабочих и солдатских депутатов, (Владивосток) 1917, № 48.
- Дейч Л. В Америке до и во время войны. Встречи, знакомства, впечатления. // Современный Мир. 1917, VII—IX, 163.
- Валк С. К истории ареста и суда над с.-д. фракцией II Гос. думы. // Красный Архив. 1926, III (16), 76, 82, 84 ().
- Разгон II Гос. думы. С предисл. И. Татарова // Красный Архив, 1930, VI (43), 73 ().
- Российский государственный исторический архив. Фонд 1278. Опись 1 (2-й созыв). Дело 99; Дело 570. Лист 7.